# リーゼル・フーバー
リーゼル・フーバー（Liezel Huber、1976年8月21日 - ）は、アメリカ合衆国の女子プロテニス選手。南アフリカ共和国・ダーバン出身で、2007年7月にアメリカ合衆国市民権を取得した。ダブルスの得意な選手で、WTAツアーでダブルス53勝を挙げた。自己最高ランキングはシングルス131位、ダブルス1位。フォアハンド・ストロークを得意とするベースライン・プレーヤーである。既婚。

## 来歴
母親の勧めで5歳からテニスを始め、1993年4月にプロ転向。1998年に全仏オープンと全米オープンで2度シングルスの本戦に出場したが、彼女の4大大会シングルス出場はこの2度だけである。2000年2月19日、コーチのトニー・フーバー（Tony Huber）と結婚。彼女の旧姓は「リーゼル・ホーン」（Liezel Horn）といったが、結婚後は夫の姓だけを使用して「リーゼル・フーバー」と名乗っている。結婚した年は、シドニー五輪の女子ダブルスでアマンダ・クッツァーとペアを組んだ（1回戦で敗退）。
2001年9月23日、日本の東京・有明コロシアムで行われた「トヨタ・プリンセス・カップ」の女子ダブルスでツアー初優勝を達成する。パートナーはジンバブエのカーラ・ブラックと組み、第1シードの杉山愛&キム・クライシュテルス組を 6-1, 6-3 で破っての初優勝だった。この後日本の「ジャパン・オープン」にも出場し、オーストラリアのレイチェル・マッキランとのペアで優勝した。ここから、リーゼル・フーバーはダブルスのスペシャリストとしてのキャリアを開花させる。2002年は女子ダブルスで1勝、2003年は5勝を挙げた。2003年3月末のマイアミと4月第1週のサラソタ大会で2週連続優勝を記録した時は、その2週連続で浅越しのぶと宮城ナナの日本ペアを決勝で破ったこともある。マイアミではマグダレナ・マレーバとペアを組み、サラソタでは2000年秋からダブルスに復帰したベテランのマルチナ・ナブラチロワと組んで優勝した。
2004年のウィンブルドンでは女子ダブルスの2連覇を目指した杉山愛をうまくサポートできず、決勝でカーラ・ブラックとレネ・スタブスの組に 3-6, 6-7 のストレートで敗れてしまった。杉山とフーバーの組は、この年の全豪オープンはベスト4、全仏オープンは1回戦敗退に終わっている。
2005年、リーゼル・フーバーとカーラ・ブラックのペアは全仏オープンとウィンブルドンの2大会連続で4大大会ダブルス決勝進出を果たす。全仏オープンの女子ダブルス決勝ではビルヒニア・ルアノ・パスクアル&パオラ・スアレスの強豪ペアに敗れたが、ウィンブルドンの女子ダブルス決勝でスベトラーナ・クズネツォワ&アメリ・モレスモ組を 6-2, 6-1 のストレートで破り、前年に杉山とのペアで果たせなかったウィンブルドン・ダブルス優勝を飾った。この偉業により、フーバーは南アフリカの「最優秀女子スポーツ選手賞」を受賞した。
2007年の全豪オープン女子ダブルスで、フーバーとブラックは台湾ペアの詹詠然&荘佳容組を 6-4, 6-7, 6-1 で破り、4大大会女子ダブルス2勝目を挙げた。ウィンブルドン女子ダブルス決勝でも、2人は杉山愛&カタリナ・スレボトニク組を 3-6, 6-3, 6-2 で破り、当年度の4大大会女子ダブルス年間2冠を達成している。2007年7月、フーバーはアメリカ国籍を取得した。11月の女子ツアー年間最終戦・WTAツアー選手権のダブルスで優勝した後、彼女は初めてダブルスランキング「1位」を記録した。
2008年の北京五輪で、リーゼル・フーバーはアメリカ代表選手として女子ダブルスに出場し、リンゼイ・ダベンポートとのコンビで準々決勝に進んだ。オリンピック終了後、フーバーとブラックは全米オープン女子ダブルス初優勝を達成する。フーバーにとっては初進出の全米決勝で、2人はリサ・レイモンド&サマンサ・ストーサー組を 6-3, 7-6 で破った。
2010年4月にフーバーとブラックはペアを解消した。その後はベサニー・マテック＝サンズやナディア・ペトロワなど多くの選手とペアを組んだが2011年4月からはリサ・レイモンドと組むようになる。2011年全米オープンでは決勝に進出し、バニア・キング&ヤロスラワ・シュウェドワ組を 4-6, 7-6(5), 7-6(3) で破って優勝し4大大会女子ダブルス5勝目を挙げた。
混合ダブルスでのフーバーは、これまで2001年ウィンブルドン・2005年全豪オープン・2008年全米オープンと3度の準優勝に止まっていたが、2009年の全仏オープンでボブ・ブライアンとペアを組んで初優勝を遂げた。決勝戦で2人はマルセロ・メロ&バニア・キング組と対戦し、5-7, 7-6 で1セット・オールになった。全仏オープンのダブルスでは、混合のみ10ポイント・タイブレーク決戦方式（通称：スーパータイブレーク方式）で勝敗を決定する。この方式では、1セット・オールになった時は10点制のタイブレークを行い、先に10ポイント取った方が勝者になる。フーバーとB・ブライアンはタイブレークを 10-7 で取り、フーバーは（女子ダブルスで唯一優勝がない）全仏オープンで混合ダブルス初優勝を決めた。2010年全米オープンでもB・ブライアンとのペアで決勝に進出しクベタ・ペシュケ&アイサム＝ウル＝ハク・クレシ組を 6–4, 6–4 で破り2つ目の混合ダブルスタイトルを獲得した。
フーバーは2017年に現役引退を発表した。

## WTAツアー決勝進出結果

### ダブルス: 92回 (53勝39敗)
| 大会グレード          | 大会グレード                 |
| 2008年以前            | 2009年以後                   |
| --------------------- | ---------------------------- |
| グランドスラム (5-5)  |                              |
| WTAファイナルズ (3-1) |                              |
| ティア I (6-9)        | プレミア・マンダトリー (2-1) |
| ティア I (6-9)        | プレミア5 (6-1)              |
| ティア II (12-7)      | プレミア (7-8)               |
| ティア III (6-4)      | インターナショナル (2-2)     |
| ティア IV ＆ V (4-1)  | インターナショナル (2-2)     |

| 結果   | No. | 決勝日         | 大会                 | サーフェス        | パートナー                             | 対戦相手                                                            | スコア              |
| ------ | --- | -------------- | -------------------- | ----------------- | -------------------------------------- | ------------------------------------------------------------------- | ------------------- |
| 準優勝 | 1.  | 1998年7月19日  | ワルシャワ           | クレー            | カリン・クシュベント                   | オリガ・ルギニナ カリナ・ハブスドバ                                 | 6–7(2), 5–7         |
| 準優勝 | 2.  | 2000年11月12日 | クアラルンプール     | ハード            | ヴァネッサ・ウェッブ                   | ヘンリエッタ・ナギョワ シルビア・プリシュケ                         | 4–6, 6–7(4)         |
| 優勝   | 1.  | 2001年9月23日  | 東京                 | ハード            | カーラ・ブラック                       | キム・クライシュテルス 杉山愛                                       | 6–1, 6–3            |
| 優勝   | 2.  | 2001年10月7日  | 東京                 | ハード            | レイチェル・マッキラン                 | ジャネット・リー ウィン・プラクスヤ                                 | 6–2, 6–0            |
| 優勝   | 3.  | 2001年10月14日 | 上海                 | ハード            | レンカ・ネメチコバ                     | エビー・ドミニコビッチ タマリネ・タナスガーン                       | 6–0, 7–5            |
| 準優勝 | 3.  | 2001年11月11日 | パタヤ               | ハード            | ウィン・プラクスヤ                     | アサ・カールソン イロダ・ツルヤガノワ                               | 6–4, 3–6, 3–6       |
| 優勝   | 4.  | 2002年1月6日   | オークランド         | ハード            | ニコル・アレント                       | クベタ・ヘルドリコバ ヘンリエッタ・ナギョワ                         | 7–5, 6–4            |
| 優勝   | 5.  | 2003年3月30日  | マイアミ             | ハード            | マグダレナ・マリーバ                   | 浅越しのぶ 宮城ナナ                                                 | 6–4, 3–6, 7–5       |
| 優勝   | 6.  | 2003年4月6日   | サラソタ             | クレー            | マルチナ・ナブラチロワ                 | 浅越しのぶ 宮城ナナ                                                 | 7–6(8), 6–3         |
| 優勝   | 7.  | 2003年5月4日   | ワルシャワ           | クレー            | マグダレナ・マリーバ                   | エレニ・ダニリドゥ フランチェスカ・スキアボーネ                     | 3–6, 6–4, 6–2       |
| 優勝   | 8.  | 2003年5月24日  | マドリード           | クレー            | ジル・クレイバス                       | リタ・グランデ アンジェリク・ウィジャヤ                             | 6–4, 7–6(6)         |
| 優勝   | 9.  | 2003年10月26日 | リンツ               | ハード (室内)     | 杉山愛                                 | マリオン・バルトリ シルビア・ファリナ・エリア                       | 6–1, 7–6(6)         |
| 準優勝 | 4.  | 2004年1月10日  | ゴールドコースト     | ハード            | マグダレナ・マレーバ                   | スベトラーナ・クズネツォワ エレーナ・リホフツェワ                   | 3–6, 4–6            |
| 優勝   | 10. | 2004年2月22日  | ハイデラバード       | ハード            | サニア・ミルザ                         | 李婷 孫甜甜                                                         | 7–6(1), 6–4         |
| 準優勝 | 5.  | 2004年7月3日   | ウィンブルドン       | 芝                | 杉山愛                                 | カーラ・ブラック レネ・スタブス                                     | 3–6, 6–7(5)         |
| 準優勝 | 6.  | 2004年8月8日   | モントリオール       | ハード            | タマリネ・タナスガーン                 | 杉山愛 浅越しのぶ                                                   | 0–6, 3–6            |
| 準優勝 | 7.  | 2004年11月7日  | フィラデルフィア     | ハード (室内)     | コリーナ・モラリュー                   | リサ・レイモンド アリシア・モリク                                   | 5–7, 4–6            |
| 準優勝 | 8.  | 2005年2月26日  | ドーハ               | ハード            | カーラ・ブラック                       | フランチェスカ・スキアボーネ アリシア・モリク                       | 3–6, 4–6            |
| 準優勝 | 9.  | 2005年5月2日   | ベルリン             | クレー            | カーラ・ブラック                       | ベラ・ズボナレワ エレーナ・リホフツェワ                             | 6–4, 4–6, 3–6       |
| 優勝   | 11. | 2005年5月15日  | ローマ               | クレー            | カーラ・ブラック                       | マリア・キリレンコ アナベル・メディナ・ガリゲス                     | 6–0, 4–6, 6–1       |
| 準優勝 | 10. | 2005年6月4日   | 全仏オープン         | クレー            | カーラ・ブラック                       | ビルヒニア・ルアノ・パスクアル パオラ・スアレス                     | 6–4, 3–6, 3–6       |
| 優勝   | 12. | 2005年7月3日   | ウィンブルドン       | 芝                | カーラ・ブラック                       | スベトラーナ・クズネツォワ アメリ・モレスモ                         | 6–2, 6–1            |
| 優勝   | 13. | 2006年2月19日  | バンガロール         | ハード            | サニア・ミルザ                         | アナスタシア・ロディオノワ エレーナ・ベスニナ                       | 6–3, 6–3            |
| 準優勝 | 11. | 2006年4月1日   | マイアミ             | ハード            | マルチナ・ナブラチロワ                 | リサ・レイモンド サマンサ・ストーサー                               | 4–6, 5–7            |
| 準優勝 | 12. | 2006年4月9日   | アメリアアイランド   | クレー            | サニア・ミルザ                         | 浅越しのぶ カタリナ・スレボトニク                                   | 2–6, 4–6            |
| 優勝   | 14. | 2006年5月27日  | ストラスブール       | クレー            | マルチナ・ナブラチロワ                 | マルチナ・ミュラー アンドレア・エリット＝ヴァンク                   | 6–2, 7–6(1)         |
| 準優勝 | 13. | 2006年6月18日  | バーミンガム         | 芝                | ジル・クレイバス                       | エレナ・ヤンコビッチ 李娜                                           | 2–6, 4–6            |
| 準優勝 | 14. | 2006年6月24日  | イーストボーン       | 芝                | マルチナ・ナブラチロワ                 | スベトラーナ・クズネツォワ アメリ・モレスモ                         | 2–6, 4–6            |
| 優勝   | 15. | 2006年9月24日  | コルカタ             | ハード (室内)     | サニア・ミルザ                         | ユリア・ベイゲルジマー ユリアナ・フェダク                           | 4–6, 0–6            |
| 準優勝 | 15. | 2006年10月1日  | ルクセンブルク       | ハード (室内)     | アンナ＝レナ・グローネフェルト         | フランチェスカ・スキアボーネ クベタ・ペシュケ                       | 6–2, 4–6, 1–6       |
| 準優勝 | 16. | 2006年10月22日 | チューリッヒ         | ハード (室内)     | カタリナ・スレボトニク                 | カーラ・ブラック レネ・スタブス                                     | 5–7, 5–7            |
| 優勝   | 16. | 2007年1月27日  | 全豪オープン         | ハード            | カーラ・ブラック                       | 詹詠然 荘佳容                                                       | 6–4, 6–7(4), 6–1    |
| 優勝   | 17. | 2007年2月5日   | パリ                 | カーペット (室内) | カーラ・ブラック                       | カブリエラ・ナブラチロバ ブラディミラ・ウーリロバ                   | 6–2, 6–0            |
| 優勝   | 18. | 2007年2月18日  | アントワープ         | カーペット (室内) | カーラ・ブラック                       | エレーナ・リホフツェワ エレーナ・ベスニナ                           | 7–5, 4–6, 6–1       |
| 優勝   | 19. | 2007年2月24日  | ドバイ               | ハード            | カーラ・ブラック                       | スベトラーナ・クズネツォワ アリシア・モリク                         | –6(6), 6–4          |
| 準優勝 | 17. | 2007年4月3日   | マイアミ             | ハード            | カーラ・ブラック                       | リサ・レイモンド サマンサ・ストーサー                               | 4–6, 6–3, [2–10]    |
| 優勝   | 20. | 2007年7月8日   | ウィンブルドン       | 芝                | カーラ・ブラック                       | カタリナ・スレボトニク 杉山愛                                       | 3–6, 6–3, 6–2       |
| 優勝   | 21. | 2007年8月5日   | サンディエゴ         | ハード            | カーラ・ブラック                       | ビクトリア・アザレンカ アンナ・チャクベタゼ                         | 7–5, 6–4            |
| 準優勝 | 18. | 2007年8月19日  | トロント             | ハード            | カーラ・ブラック                       | カタリナ・スレボトニク 杉山愛                                       | 4–6, 6–2, [5–10]    |
| 準優勝 | 19. | 2007年8月25日  | ニューヘイブン       | ハード            | カーラ・ブラック                       | サニア・ミルザ マラ・サンタンジェロ                                 | 1–6, 2–6            |
| 優勝   | 22. | 2007年10月14日 | モスクワ             | カーペット (室内) | カーラ・ブラック                       | ビクトリア・アザレンカ タチアナ・ポウチェク                         | 4–6, 6–1, [10–7]    |
| 優勝   | 23. | 2007年10月28日 | リンツ               | ハード (室内)     | カーラ・ブラック                       | カタリナ・スレボトニク 杉山愛                                       | 6–2, 3–6, [10–8]    |
| 優勝   | 24. | 2007年11月11日 | マドリード           | ハード            | カーラ・ブラック                       | カタリナ・スレボトニク 杉山愛                                       | 5–7, 6–3, [10–8]    |
| 優勝   | 25. | 2008年2月17日  | アントワープ         | ハード (室内)     | カーラ・ブラック                       | クベタ・ペシュケ 杉山愛                                             | 6–1, 6–3            |
| 準優勝 | 20. | 2008年2月24日  | ドーハ               | ハード            | カーラ・ブラック                       | レネ・スタブス クベタ・ペシュケ                                     | 1–6, 7–5, [7–10]    |
| 優勝   | 26. | 2008年3月1日   | ドバイ               | ハード            | カーラ・ブラック                       | 晏紫 鄭潔                                                           | 7–5, 6–2            |
| 準優勝 | 21. | 2008年4月6日   | マイアミ             | ハード            | カーラ・ブラック                       | カタリナ・スレボトニク 杉山愛                                       | 5–7, 6–4, [3–10]    |
| 優勝   | 27. | 2008年5月11日  | ベルリン             | クレー            | カーラ・ブラック                       | ヌリア・リャゴステラ・ビベス マリア・ホセ・マルティネス・サンチェス | 3–6, 6–2, [10–2]    |
| 優勝   | 28. | 2008年6月15日  | バーミンガム         | 芝                | カーラ・ブラック                       | ビルヒニア・ルアノ・パスクアル セベリーヌ・ブレモン                 | 6–2, 6–1            |
| 優勝   | 29. | 2008年6月21日  | イーストボーン       | 芝                | カーラ・ブラック                       | クベタ・ペシュケ レネ・スタブス                                     | 2–6, 6–0, [10–8]    |
| 優勝   | 30. | 2008年7月20日  | スタンフォード       | ハード            | カーラ・ブラック                       | エレーナ・ベスニナ ベラ・ズボナレワ                                 | 6–4, 6–3            |
| 優勝   | 31. | 2008年8月3日   | モントリオール       | ハード            | カーラ・ブラック                       | マリア・キリレンコ フラビア・ペンネッタ                             | 6–1, 6–1            |
| 優勝   | 32. | 2008年9月7日   | 全米オープン         | ハード            | カーラ・ブラック                       | サマンサ・ストーサー リサ・レイモンド                               | 6–4, 7–6(6)         |
| 準優勝 | 22. | 2008年10月12日 | モスクワ             | カーペット (室内) | カーラ・ブラック                       | ナディア・ペトロワ カタリナ・スレボトニク                           | 4–6, 4–6            |
| 優勝   | 33. | 2008年10月19日 | チューリッヒ         | ハード (室内)     | カーラ・ブラック                       | アンナ＝レナ・グローネフェルト パティ・シュナイダー                 | 6–1, 7–6(3)         |
| 準優勝 | 23. | 2008年10月26日 | リンツ               | ハード (室内)     | カーラ・ブラック                       | カタリナ・スレボトニク 杉山愛                                       | 4–6, 5–7            |
| 優勝   | 34. | 2008年11月9日  | ドーハ               | ハード            | カーラ・ブラック                       | クベタ・ペシュケ レネ・スタブス                                     | 6–1, 7–5            |
| 優勝   | 35. | 2009年2月15日  | パリ                 | ハード (室内)     | カーラ・ブラック                       | クベタ・ペシュケ リサ・レイモンド                                   | 6–4, 3–6, [10–4]    |
| 優勝   | 36. | 2009年2月22日  | ドバイ               | ハード            | カーラ・ブラック                       | マリア・キリレンコ アグニエシュカ・ラドワンスカ                     | 6–3, 6–3            |
| 優勝   | 37. | 2009年5月16日  | マドリード           | クレー            | カーラ・ブラック                       | クベタ・ペシュケ リサ・レイモンド                                   | 4–6, 6–3, [10–6]    |
| 優勝   | 38. | 2009年6月14日  | バーミンガム         | 芝                | カーラ・ブラック                       | ラケル・コップス＝ジョーンズ アビゲイル・スピアーズ                 | 6–1, 6–4            |
| 優勝   | 39. | 2009年8月16日  | シンシナティ         | ハード            | カーラ・ブラック                       | ヌリア・リャゴステラ・ビベス マリア・ホセ・マルティネス・サンチェス | 6–3, 0–6, [10–2]    |
| 準優勝 | 24. | 2009年9月14日  | 全米オープン         | ハード            | カーラ・ブラック                       | セリーナ・ウィリアムズ ビーナス・ウィリアムズ                       | 2–6, 2–6            |
| 準優勝 | 25. | 2009年11月1日  | ドーハ               | ハード            | カーラ・ブラック                       | ヌリア・リャゴステラ・ビベス マリア・ホセ・マルティネス・サンチェス | 6–7(0), 7–5, [7–10] |
| 優勝   | 40. | 2010年1月9日   | オークランド         | ハード            | カーラ・ブラック                       | ナタリー・グランディン ローラ・グランビル                           | 7–6(4), 6–2         |
| 優勝   | 41. | 2010年1月15日  | シドニー             | ハード            | カーラ・ブラック                       | タチアナ・ガルビン ナディア・ペトロワ                               | 6–1, 3–6, [10–3]    |
| 準優勝 | 26. | 2010年1月29日  | 全豪オープン         | ハード            | カーラ・ブラック                       | セリーナ・ウィリアムズ ビーナス・ウィリアムズ                       | 4–6, 3–6            |
| 準優勝 | 27. | 2010年2月14日  | パリ                 | ハード (室内)     | カーラ・ブラック                       | バルボラ・ザフラボバ・ストリコバ イベタ・ベネソバ                   | 棄権                |
| 優勝   | 42. | 2010年4月18日  | チャールストン       | クレー            | ナディア・ペトロワ                     | バニア・キング ミハエラ・クライチェク                               | 6–3, 6–4            |
| 準優勝 | 28. | 2010年6月13日  | バーミンガム         | 芝                | ベサニー・マテック＝サンズ             | カーラ・ブラック リサ・レイモンド                                   | 3–6, 2–3 途中棄権   |
| 優勝   | 43. | 2010年8月1日   | スタンフォード       | ハード            | リンゼイ・ダベンポート                 | 詹詠然 鄭潔                                                         | 7–5, 6–7(8), [10–8] |
| 準優勝 | 29. | 2010年9月13日  | 全米オープン         | ハード            | ナディア・ペトロワ                     | ヤロスラワ・シュウェドワ バニア・キング                             | 6–2, 4–6, 6–7(4)    |
| 優勝   | 44. | 2011年2月20日  | ドバイ               | ハード            | マリア・ホセ・マルティネス・サンチェス | クベタ・ペシュケ カタリナ・スレボトニク                             | 7–6(5), 6–3         |
| 準優勝 | 30. | 2011年2月26日  | ドーハ               | ハード            | ナディア・ペトロワ                     | クベタ・ペシュケ カタリナ・スレボトニク                             | 5–7, 7–6(2), [8–10] |
| 準優勝 | 31. | 2011年4月3日   | マイアミ             | ハード            | ナディア・ペトロワ                     | アグニエシュカ・ラドワンスカ ダニエラ・ハンチュコバ                 | 6–7(5), 6–2, [8–10] |
| 準優勝 | 32. | 2011年6月18日  | イーストボーン       | 芝                | リサ・レイモンド                       | クベタ・ペシュケ カタリナ・スレボトニク                             | 3–6, 0–6            |
| 準優勝 | 33. | 2011年7月31日  | スタンフォード       | ハード            | リサ・レイモンド                       | ビクトリア・アザレンカ マリア・キリレンコ                           | 1–6, 3–6            |
| 優勝   | 45. | 2011年8月14日  | トロント             | ハード            | リサ・レイモンド                       | ビクトリア・アザレンカ マリア・キリレンコ                           | 不戦勝              |
| 優勝   | 46. | 2011年9月11日  | 全米オープン         | ハード            | リサ・レイモンド                       | バニア・キング ヤロスラワ・シュウェドワ                             | 4–6, 7–6(5), 7–6(3) |
| 優勝   | 47. | 2011年10月1日  | 東京                 | ハード            | リサ・レイモンド                       | ヒセラ・ドゥルコ フラビア・ペンネッタ                               | 7–6(4), 0–6, [10–6] |
| 優勝   | 48. | 2011年10月30日 | イスタンブール       | ハード (室内)     | リサ・レイモンド                       | クベタ・ペシュケ カタリナ・スレボトニク                             | 6–4, 6–4            |
| 準優勝 | 34. | 2012年1月13日  | シドニー             | ハード            | リサ・レイモンド                       | クベタ・ペシュケ カタリナ・スレボトニク                             | 1–6, 6–4, [11–13]   |
| 優勝   | 49. | 2012年2月12日  | パリ                 | ハード (室内)     | リサ・レイモンド                       | アンナ＝レナ・グローネフェルト ペトラ・マルティッチ                 | 7–6(3), 6–1         |
| 優勝   | 50. | 2012年2月19日  | ドーハ               | ハード            | リサ・レイモンド                       | ラケル・コップス＝ジョーンズ アビゲイル・スピアーズ                 | 6–3, 6–1            |
| 優勝   | 51. | 2012年2月25日  | ドバイ               | ハード            | リサ・レイモンド                       | サニア・ミルザ エレーナ・ベスニナ                                   | 6–2, 6–1            |
| 優勝   | 52. | 2012年3月17日  | インディアンウェルズ | ハード            | リサ・レイモンド                       | サニア・ミルザ エレーナ・ベスニナ                                   | 6–2, 6–3            |
| 準優勝 | 35. | 2012年6月17日  | バーミンガム         | 芝                | リサ・レイモンド                       | ティメア・バボシュ 謝淑薇                                           | 5–7, 7–6(2), [8–10] |
| 準優勝 | 36. | 2012年6月23日  | イーストボーン       | 芝                | リサ・レイモンド                       | ヌリア・リャゴステラ・ビベス マリア・ホセ・マルティネス・サンチェス | 4–6, 途中棄権       |
| 優勝   | 53. | 2012年8月25日  | ニューヘイブン       | ハード            | リサ・レイモンド                       | アンドレア・フラバーチコバ ルーシー・ハラデツカ                     | 4–6, 6–0, [10–4]    |
| 準優勝 | 37. | 2013年2月3日   | パリ                 | ハード (室内)     | アンドレア・フラバーチコバ             | サラ・エラニ ロベルタ・ビンチ                                       | 1-6, 1-6            |
| 準優勝 | 38. | 2013年4月7日   | チャールストン       | クレー            | アンドレア・フラバーチコバ             | クリスティナ・ムラデノビッチ ルーシー・サファロバ                   | 3-6, 6-7(6)         |
| 準優勝 | 39. | 2013年9月28日  | 東京                 | ハード            | 詹皓晴                                 | カーラ・ブラック サニア・ミルザ                                     | 4–6, 6–0, [9–11]    |

## 4大大会ダブルス優勝
- 全豪オープン 女子ダブルス：1勝（2007年） ［混合ダブルス準優勝1度：2005年］
- 全仏オープン 混合ダブルス：1勝（2009年） ［女子ダブルス準優勝1度：2005年］
- ウィンブルドン 女子ダブルス：2勝（2005年・2007年） ［混合ダブルス準優勝1度：2001年］
- 全米オープン 女子ダブルス：2勝（2008年・2011年）/混合ダブルス：1勝（2010年）